# Гырмабадам
Гырмабадам (азерб. Qırmabadam — раздробленный миндаль) — мучная восточная сладость распространённая в Азербайджане. Гырмабадам представляет собой халву, которую готовят из рисовой муки, сахара, миндаля и пряностей. Миндаль также может быть заменён фундуком или грецкими орехами. После приготовления гырмабадам заливают в поднос-меджмеи, и оставляют в прохладном месте. После застывания гырмабадам нарезают и посыпают рисовой мукой.